# Kỳ Nam
Kỳ Nam là một phường thuộc thị xã Kỳ Anh, tỉnh Hà Tĩnh, Việt Nam.

## Địa lý
Phường Kỳ Nam nằm ở phía đông nam thị xã Kỳ Anh, có vị trí địa lý:
- Phía đông và phía bắc giáp Biển Đông
- Phía tây giáp phường Kỳ Phương và tỉnh Quảng Bình
- Phía nam giáp tỉnh Quảng Bình.

Phường Kỳ Nam có diện tích 17,92 km², dân số năm 2024 là 8.331 người, mật độ dân số đạt 464 người/km².

## Hành chính
Phường Kỳ Nam được chia thành 5 tổ dân phố: Minh Đức, Minh Tân, Minh Tiến, Minh Thành, Minh Quý.

## Lịch sử
Ngày 10 tháng 4 năm 2015, Ủy ban Thường vụ Quốc hội ban hành Nghị quyết số 903/NQ-UBTVQH13 về việc thành lập thị xã Kỳ Anh thuộc tỉnh Hà Tĩnh trên cơ sở một phần diện tích và dân số của huyện Kỳ Anh. Xã Kỳ Nam trực thuộc thị xã Kỳ Anh.
Ngày 14 tháng 11 năm 2024, Ủy ban Thường vụ Quốc hội ban hành Nghị quyết số 1283/NQ-UBTVQH15 về việc sắp xếp đơn vị hành chính cấp huyện, cấp xã của tỉnh Hà Tĩnh giai đoạn 2023 – 2025 (nghị quyết có hiệu lực từ ngày 1 tháng 1 năm 2025). Theo đó, thành lập phường Kỳ Nam thuộc thị xã Kỳ Anh trên cơ sở toàn bộ 17,92 km² diện tích tự nhiên và quy mô dân số là 5.691 người của xã Kỳ Nam.

## Văn hóa
Di tích lịch sử:
- Hoành Sơn Quan.
- Đền thờ Bà chúa Liễu Hạnh ở chân Đèo Ngang (còn có 1 đền thờ khác ở phía Nam hầm đường bộ Đèo Ngang).
- Đền Tam Bảo.

## Du lịch
- Bãi tắm Mũi Đao.
- Đèo Ngang.

## Giao thông
Phường Kỳ Nam có Quốc lộ 1 chạy qua.